# Etxalar
Etxalar – gmina w Hiszpanii, w Nawarze, o powierzchni 46,28 km². W 2011 roku gmina liczyła 818 mieszkańców.